# Андреас Герітцер
Андреас Герітцер  (нім. Andreas Geritzer; нар. 11 грудня 1977, Відень) — австрійський яхтсмен, олімпійський медаліст.

## Виступи на Олімпіадах
| Олімпіада   | Дисципліна | Місце |
| ----------- | ---------- | ----- |
| Сідней 2000 | Фін        | 5     |
| Афіни 2004  | Фін        | 2     |
| Пекін 2008  | Лазер      | 19    |